# Koumra
Koumra er en by i det sydlige Tchad og er hovedbyen i regionen Mandoul. Byen er den sjettestørste by i Tchad med sin befolkning på 26.700 indbyggere (1993).